# Comunitat d'Oneida
La Comunitat d'Oneida fou una societat comunal de caràcter religiós perfeccionista, fundada per John Humphrey Noyes al 1848 a Oneida, Nova York. La comunitat creia que Jesús de Natzaret havia tornat l'any 70, i això els permetia considerar present el regne mil·lenari de Jesús, estar lliures de pecat i poder ser perfectes en aquest món, i no sols en el cel (una creença anomenada perfeccionisme). La Comunitat d'Oneida practicava el comunalisme (en la propietat i possessions comunals), el matrimoni en grup, la continència sexual masculina i la crítica mútua. Hi havia comunitats semblants més petites a Wallingford (Connecticut), Newark (Nova Jersey), Putney i Cambridge (Vermont). Els 87 membres originaris augmentaren a 172 al febrer de 1850, 208 al 1852 i 306 al 1878. Les sucursals es tancaren al 1854, tret de la de Wallingford, que funcionà fins que fou devastada per un tornado al 1878. La Comunitat d'Oneida es dissolgué al 1881, i en acabant es va convertir en la companyia Oneida Limited, un gegant de la fabricació de coberteries d'argent.

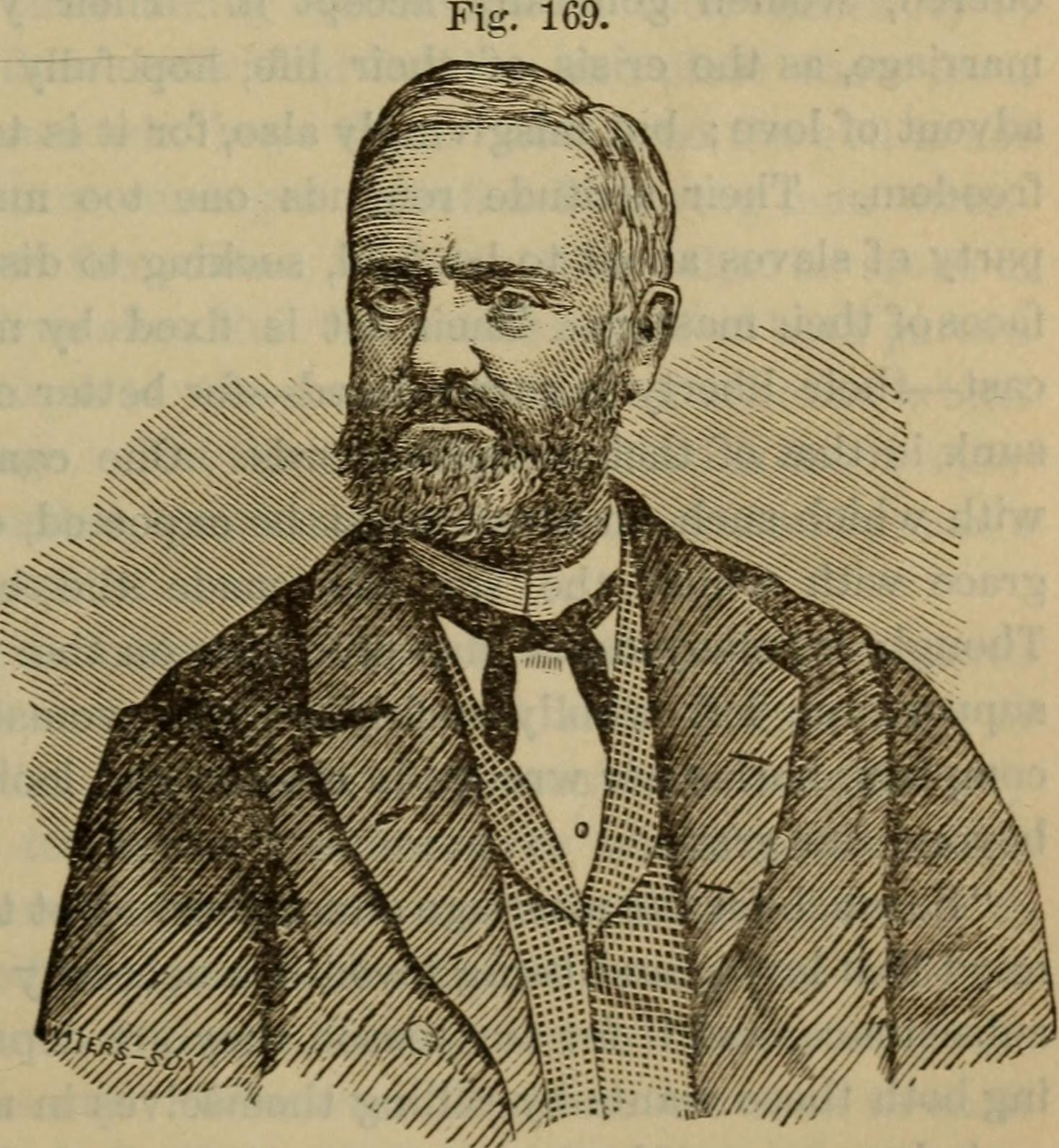
John Humphrey Noyes (1811-1886), dirigent de la comunitat

## Estructura comunitària
Tot i que la comunitat només assolí una població màxima d'uns 300 habitants, tenia una burocràcia complexa de 27 comités permanents i 48 seccions administratives.
La fabricació de coberts, l'única indústria que sobrevisqué a la dissolució de la comunitat, començà al 1877, en una etapa tardana, i encara existeix. Les indústries secundàries incloïen la fabricació de bosses de viatge de cuir, el teixit dels barrets de fulles de palma, o la fabricació de mobles de jardí rústics.
Tots els membres de la comunitat treballaven, cadascú segons les seues habilitats. Les dones tendien a fer moltes tasques domèstiques. Malgrat que les ocupacions més qualificades tendien a romandre en mans del mateix membre (el gerent financer, per exemple, exercí el seu càrrec tota la vida de la comunitat), els membres de la comunitat rodaven en les ocupacions menys qualificades, treballant a casa, als camps o en les indústries. A mesura que Oneida prosperava, començà a contractar personal extern per treballar també en aquestes tasques. La comunitat esdevingué un important ocupador local, amb uns 200 treballadors externs contractats al 1870.

### Matrimoni grupal
La Comunitat d'Oneida creia en un sistema d'amor lliure (un terme que s'atribueix haver encunyat a Noyes), conegut com a matrimoni grupal, en què qualsevol membre era lliure de tenir relacions sexuals amb qualsevol altre que ho volgués. La possessió i les relacions exclusives estaven mal vistes. A diferència dels moviments socials del segle xx, com la revolució sexual de la dècada dels 1960, els oneidans no cercaven sexe sense conseqüències per plaer, però creien que, com que el resultat natural de les relacions sexuals era l'embaràs, criar els fills hauria de ser una responsabilitat comunitària. Les dones majors de 40 anys havien d'actuar com a "mentores" sexuals dels homes adolescents, perquè aquestes relacions tenien una mínima possibilitat de concebre. A més a més, aquestes dones esdevenien models religiosos per als joves. I els homes grans sovint introduïen les dones joves al sexe. Noyes emprava el seu propi judici per a determinar les associacions que es formaven i encoratjava les relacions entre els no-devots i els devots de la comunitat, esperant que les actituds i els comportaments dels devots influïssen en els no-devots.
Al 1993, els arxius de la comunitat es posaren a disposició dels acadèmics per primera vegada. Dins d'aquests arxius es trobava el diari de Tirzah Miller, neboda de Noyes, que escrigué extensament sobre les seues relacions afectives i sexuals amb altres membres d'Oneida.

### Crítica mútua
Tots els membres de la comunitat eren objecte de crítiques per part del comité o la comunitat en general, durant una assemblea general. L'objectiu n'era eliminar els trets de caràcter indesitjables. Algunes fonts contemporànies sostenen que el mateix Noyes fou criticat, tot i que menys sovint i amb crítiques menys severes que la resta de la comunitat. Charles Nordhoff va dir que havia presenciat les crítiques d'un membre al qual es referia com "Charles":

### Continència masculina
Per controlar la reproducció dins la Comunitat d'Oneida, s'hi introduí un sistema de continència masculina o coitus reservatus. John Humprey Noyes pensava que les relacions sexuals tenien dos objectius diferents. En Male Continence, Noyes sosté que el mètode simplement "proposa la subordinació de la carn a l'esperit, ensenyant als homes a cercar sobretot els elevats plaers espirituals del contacte sexual". L'objectiu principal de la continència masculina era la satisfacció social, "permetre que els sexes es comuniquen i expressen afecte l'un per l'altre". El segon objectiu era la procreació. Dels si fa no fa dos-cents adults que usaren la continència masculina com a mètode anticonceptiu, hi hagué dotze naixements no planificats dins d'Oneida entre 1848 i 1868, cosa que indica un mètode anticonceptiu prou efectiu.:18 Els homes joves eren introduïts a la continència masculina per dones postmenopàusiques, i les dones joves eren introduïdes per homes majors i amb experiència.
Noyes creia que l'ejaculació "drenava la vitalitat dels homes i conduïa a la malaltia" i l'embaràs i el part "imposaven un fort impost a la vitalitat de les dones". Noyes estableix la continència masculina per evitar a la seua esposa, Harriet, parts més difícils després de cinc naixements traumàtics, i la mort de quatre nadons. Afavoriren aquest mètode de continència masculina sobre altres de control de la natalitat perquè els semblava que era natural, saludable i favorable per a les relacions íntimes.:17:743 Les dones trobaven més satisfacció sexual en la pràctica, i Oneida es considera altament inusual pel valor que se li donava a la satisfacció sexual de les dones.:19 Si un home fallava, s'enfrontava a la desaprovació pública o al rebuig privat.:743
No és clar si la pràctica de la continència masculina dugué problemes significatius. El sociòleg Lawrence Foster veu indicis en les cartes de Noyes que indiquen que la masturbació i el retir antisocial de la vida comunitària podrien haver sigut alguns d'aquests problemes.

### Estirpecultura
La comunitat introduí un programa d'eugenèsia, llavors conegut com a estirpecultura, el 1869. Era un programa de reproducció selectiva dissenyat per crear xiquets més perfectes. Els comunitaristes que desitjaven ser pares acudien a un comité per ser examinats en funció de les seues qualitats espirituals i morals. 53 dones i 38 homes participaren en aquest programa, que va requerir la construcció d'una nova ala de la mansió comunitària d'Oneida. L'experiment feu procrear 58 xiquets, nou dels quals foren engendrats per Noyes.
Quan els xiquets eren deslletats (al voltant de l'edat d'un any), es criaven de manera comunitària en l'Ala dels Nens, o Ala Sud. Als pares se'ls permetia visitar-los, però el departament de nens governava la criança dels fills. Si el departament sospitava que un pare o mare i un fill o filla estaven molt units, la comunitat imposava un període de separació perquè el grup volia limitar-los l'afecte.
El departament de Xiquets tenia un supervisor masculí i una altra de femenina per cuidar els xiquets i xiquetes entre l'edat de dos i dotze anys. Els supervisors s'asseguraven que els xiquets seguissen la rutina: vestir-se, resar, desdejunar, treballar, anar a escola, esmorzar, treballar, jugar, sopar, resar i estudiar, que s'"ajustaven segons l'edat i capacitat".

### Paper de les dones
Oneida encarnà un dels esforços més radicals i institucionals per canviar el paper de les dones i millorar l'estatus femení al s. XIX als Estats Units. Les dones tenien algunes llibertats en la comuna que no podien obtenir fora. Alguns d'aquests privilegis incloïen no haver de cuidar els seus propis fills, ja que Oneida tenia un sistema de cura infantil comunitària, així com l'absència d'embarassos no desitjats amb la pràctica de la continència masculina. A més a més, podien usar roba funcional com bombatxos i dur els cabells curts. Les dones podien participar en pràcticament tots els treballs comunitaris. Si bé les tasques domèstiques seguien sent una responsabilitat sobretot femenina, les dones tenien llibertat per provar posicions en negocis i vendes, o com a artesanes, i moltes ho feren, en especial a partir de finals de la dècada de 1860. Les dones exerciren un paper actiu en la configuració de la política de la comuna, participant en les reunions religioses i els negocis diaris.:260
El matrimoni grupal i els sistemes d'amor lliure practicats a Oneida reconegueren encara més l'estatus de la dona. Amb un complex arranjament matrimonial, dones i homes tenien igual llibertat en l'expressió sexual i en el compromís. De fet, les pràctiques sexuals a Oneida acceptaven la sexualitat femenina. Es reconeixia el dret d'una dona a satisfer les seues experiències sexuals i s'encoratjava les dones a tenir orgasmes. El dret d'una dona, però, a rebutjar una sol·licitud sexual estava limitat depenent de l'estat de l'home que ho demanava.:224, 232:241
Ellen Wayland-Smith, autora de L'estatus i la autopercepció de les dones en la Comunitat d'Oneida, afirma que els homes i les dones tenien un estatus més o menys igual en la comuna. Remarca que si bé tots dos sexes estaven subjectes a la visió i voluntat de Noyes, les dones no sofriren cap opressió indeguda.

## Interaccions amb la resta de la societat
La comuna experimentà la llibertat de la societat en general. Les pràctiques matrimonials, sexuals i religioses no ortodoxes provocaren que s'enfrontassen a algunes crítiques. Des de l'inici de la comunitat en la dècada de 1850 fins a la dècada de 1870, les seues interaccions amb la societat en general foren favorables.

### Crítica exterior
Al 1870, un "crític cultural del s. XIX", el doctor John B. Ellis, escrigué un llibre contra les comunitats d'amor lliure que Noyes havia inspirat, incloses entre "els sobirans individuals (anarquistes), els amants lliures de Berlin Heights, els espiritualistes, els sufragistes o els amics del divorci lliure". Considerava que l'objectiu de la comuna era eliminar el matrimoni. El Dr. Ellis descrigué aquesta actitud com un atac a l'ordre moral prevalent. L'historiador Gayle Fischer esmenta que el Dr. Ellis també criticava la roba de les dones d'Oneida, els uniformes "sanitaris" de les quals no les lliurava d'un "estrany aire mòrbid", conseqüència dels seus "excessos sexuals".
Noyes respongué a les crítiques d'Ellis quatre anys després en un pamflet titulat Dixon i els seus copistes, en què deia que el "Dr. John B. Ellis" era un pseudònim d'un "cavaller literat que viu a la part alta de la ciutat." Noyes argumentava que la premsa utilitzà l'escriptor després de llegir un article publicat a Filadèlfia sobre la comunitat i veiessen una possibilitat de beneficiar-se del contingut sensacionalista dels seus escrits.

### La batalla legal de Tryphena Hubbard
En Oneida Utopia, d'Anthony Wonderly, es parla de l'afer Hubbard de 1848-1851 com un moment en què un conflicte legal quasi destrueix el grup, que en aquest moment sols era una mera "associació". Tryphena Hubbard, de 21 anys, va aprendre les idees de Noyes sobre el matrimoni i el sexe pel seu manuscrit Argument bíblic del 1848. Entrà a la comuna i esdevingué la primera conversa del grup. Tryphena Hubbard aviat es casà amb Henry Seymour, un jove de la comunitat.
A la primeria de 1849, el pare de Tryphena, Noahdiah Hubbard, s'assabentà dels matrimonis oberts de l'associació i va exigir el retorn de la filla. Tryphena s'hi negà i durant dos anys Noahdiah "es convertí en un molest afer en la mansió de la comunitat".
Una crítica de 1850 a Tryphena esmentava la seua "insubordinació a l'església" així com "un excés d'egoisme que equival a la bogeria". Es permeté el matrimoni abans que la comunitat intentàs el perfeccionisme i la supervisió del marit de Tryphena sobre ella augmentàs juntament amb les "normes disciplinàries del dia, el càstig físic".
El setembre del 1851, Tryphena començà a mostrar signes de malaltia mental, "plorant a la nit, parlant incoherentment i fent voltes". Seymour anà a la família Hubbard per denunciar la bogeria de la seua filla i els pares estaven horroritzats per la violència física de Seymour.
El 27 de setembre de 1851, Noahdiah Hubbard presenta una denúncia per agressió en nom de la seua filla. Seymour en fou acusat i altres membres de la comunitat reberen ordres d'arrest com a encobridors.
El cas es resolgué el 26 de novembre de 1851. La comunitat acceptà pagar les despeses de Tryphena mentre romangués en l'asil i, després d'eixir-ne, 125 dòlars a l'any si estava bé i 200 si no es trobava bé.
Els Hubbard en acabant acceptaren un acord de 350 dòlars en comptes de pagaments a llarg termini. Tryphena Hubbard més tard tornà amb Henry Seymour i va tenir un fill seu. Va morir amb 49 anys al 1877.

## Declivi
La comunitat va durar fins que John Humphrey Noyes intentà passar el lideratge al seu fill, Theodore Noyes. No hi va tenir èxit perquè Theodore era agnòstic i mancava del talent del pare per a la direcció. Aquesta acció va dividir a la comunitat, ja que John Tower, un membre de la comunitat, intentà fer-se'n amb el control per a ell mateix.
Dins la comuna, hi hagué un debat sobre quan han de ser iniciats els xiquets i xiquetes en el sexe i per qui. També hi hagué molt de debat sobre les seues pràctiques en conjunt. Els membres fundadors estaven envellint o havien mort, i molts dels joves membres desitjaven contraure matrimonis exclusius i tradicionals.
La pedra angular de totes aquestes pressions fou la campanya del professor del Hamilton College John Mears contra la comunitat. Demanà una reunió de protesta contra la Comunitat d'Oneida: hi assistiren quaranta-set clergues. John Humphrey Noyes fou informat per un assessor de confiança, Myron Kinsley, que era imminent una ordre d'arrest per càrrecs de violació estatutària. Noyes fugí de la mansió d'Oneida i del país durant una nit de juny de 1879 i no tornà mai als Estats Units. Poc després, escrigué als seus seguidors de Niagara Falls, Ontario, recomanant-los que s'abandonassen la pràctica del matrimoni grupal.
Aquesta pràctica s'abandonà al 1879 després d'una sèrie de pressions externes, i la comunitat ràpidament es va separar; alguns dels membres es reorganitzaren com a societat anònima. Les parelles conjugals normalitzaren el seu estat amb les parelles amb què convivien en el moment de la reorganització. Més de 70 membres de la comuna contragueren un matrimoni tradicional l'any següent.
A la primeria del segle xx, la nova companyia, Oneida Community Limited, es reduí a la fabricació de peces d'argent. El negoci de paranys per a animals es vengué al 1912, el negoci de la seda al 1916 i l'enllaunat deixà de ser rendible al 1915.
La societat anònima encara existeix i és un important productor de coberteria amb el nom de marca "Oneida Limited". Al setembre del 2004, Oneida Limited anuncià que aturaria les operacions de fabricació als Estats Units a principis de 2005, posant fi a una tradició de 124 anys. La companyia continua dissenyant i comercialitzant productes que es fabriquen a l'estranger, i ha venut les seues instal·lacions de fàbrica.
La darrera membre originària de la comunitat, Ella Florence Underwood (1850–1950), va morir el 25 de juny del 1950 a Kenwood (Nova York), prop d'Oneida.

## Llegat

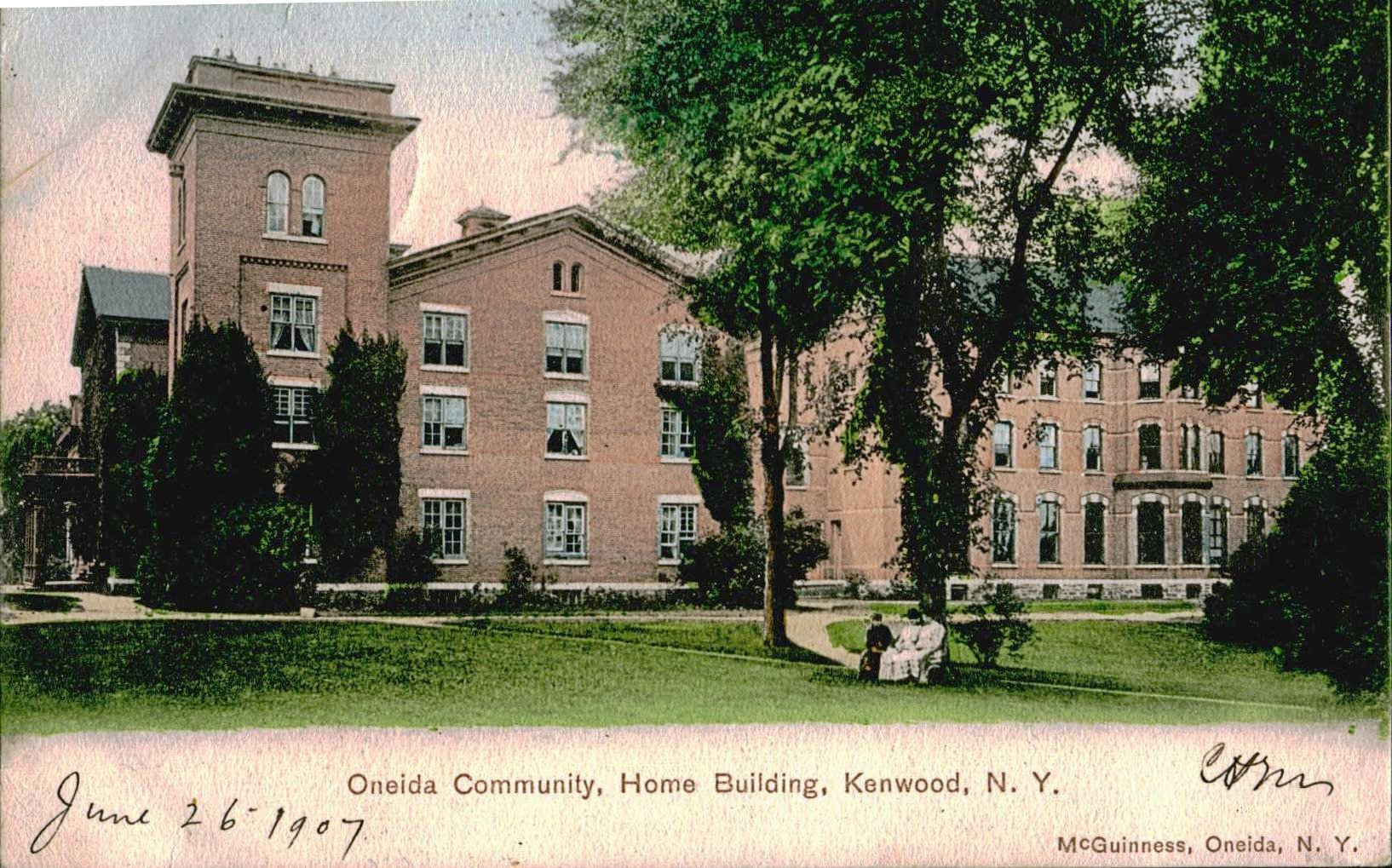
D'una postal de 1907

Moltes històries i relats en primera persona de la Comunitat d'Oneida s'han publicat des que la comuna es dissolgué. Entre aquests hi ha: The Oneida Community: An Autobiography, 1851–1876 i The Oneida Community: The Breakup, 1876–1881, tots dos de Constance Noyes Robertson; Desire and Duty at Oneida: Tirzah Miller's Intimate Memoir i Love/Special Sex: An Oneida Community Diary, tots dos per Robert S. Fogarty; Without Sin de Spencer Klaw; Oneida, From Free Love Utopia to the Well-Set Table per Ellen Wayland-Smith; i relats biogràfics i autobiogràfics per membres de la comuna, com ara Jessie Catherine Kinsley, Corinna Ackley Noyes, George Wallingford Noyes i Pierrepont B. Noyes.
Una ressenya de la Comunitat d'Oneida es troba en Assassination Vacation de Sarah Vowell. Analitza la comunitat i l'activitat de Charles Guiteau durant més de cinc anys en la comunitat (Guiteau posteriorment assassinaria el president James A. Garfield). La comuna perfeccionista en la novel·la Paguen House (2007) de David Flusfeder està inspirada en la Comunitat d'Oneida. La comunitat rep homenatge en Twin Oaks, una comunitat intencional contemporània de 100 membres de Virgínia. Tots els edificis de Twin Oaks duen el nom de comunes que ja no funcionen, i "Oneida" és el nom d'una de les residències.
L'Oneida Community Mansion House fou catalogada com a Monument Històric al 1965, i la principal cultura material supervivent de la Comunitat d'Oneida són alguns edificis emblemàtics, col·leccions d'objectes i paisatges. Els cinc edificis de la Mansion House, dissenyats per Erastus Hamilton, Lewis W. Leeds i Theodore Skinner, comprenen 8.640 m². Aquest lloc ha estat ocupat contínuament des de l'establiment de la comuna al 1848 i la casa de la mansió existent ha estat habitada des del 1862. Hui, l'Oneida Community Mansion House és una organització educativa sense afany de lucre administrada per l'estat de Nova York i rep visitants tot l'any. Preserva, recopila i interpreta la cultura intangible i material de la Comunitat Oneida i de temes relacionats dels s. XIX i XX.